# Свіфт бразильський
Свіфт бразильський (Streptoprocne biscutata) — вид невеликих птахів родини серпокрильцевих (Apodidae).

## Поширення
Вид поширений на сході та півдні Бразилії, на крайньому північному сході Парагваю та Аргентини. Його природним середовищем існування є ліси помірного клімату, вологі ліси, гірські ліси та середовища з високим рівнем деградації.

## Підвиди
Виділяють два підвиди:
- Streptoprocne biscutata biscutata (P. L. Sclater, 1866) — трапляється від штату Мінас-Жерайс на південному сході Бразилії до аргентинської провінції Місьйонес;
- Streptoprocne biscutata seridoensis Sick, 1991 — трапляється далі на північ у Бразилії, але його повний ареал невідомий.

## Опис
Довжина птаха близько 22 см і маса близько 115 г. Має майже квадратний хвіст, а статі однакового оперення. Дорослі особини номінального підвиду мають темно-коричневу голову, яка світліша на лобі, підборідді та навколо очей. Їхнє тіло темно-чорнувато-коричневе, за винятком широкої білої смуги на грудях і вузької білої смуги на потилиці та дещо з боків шиї. Пір'я крил і хвоста чорнуваті на зовнішніх перетинках і блідо-сіро-коричневі на внутрішніх. Молоді особини схожі на дорослих особин з додаванням сірувато-білих країв черевного пера та кінчиків хвоста. Підвид S. b. seridoensis має, по суті, таке ж оперення, як номінальний підвид, але меншого розміру.